# 細川直元
細川直元（生年不詳－1581年）是日本戰國時代武將。出羽國小國城城主。受領名是攝津守。被認為是奥州細川氏的分族，但是詳細情況不明。

## 生平
與天童氏等最上八楯合力治理出羽國最上郡小國（現今山形縣最上郡最上町）。因此在早期與最上義光對立。在天正最上之亂中屬於最上義守・中野義時方，不過之後戰敗並降伏。
天正9年（1581年），義光在天童原（現今尾花澤市）進行騎兵閱兵儀式（馬揃え），但是把女兒嫁給與義光敵對的天童賴澄的直元並沒有參加，這等同於向義光宣戰。於是義光命令家臣藏增光忠進攻直元，光忠率領最上軍3千5百人越過山刀伐峠，直接進攻在小國的直元（萬騎原之戰）。
細川方總大將直元與弟弟直茂（志茂手館館主）等人以350軍勢迎戰，但是對著比己方多十倍的最上軍完全不是對手，最後小國城被攻陷。細川一門滅亡。小國則被賜給藏增光忠（後來改名為小國光基）。